# Порплиця Алла Сергіївна
Алла Сергіївна Порплиця (позивний — Вігман; 27 червня 2000, смт Павлиш Кіровоградська область — 8 травня 2022, м. Маріуполь, Донецька область) — Солдат, військовослужбовиця ОЗСП «Азов».  Національної гвардії України, учасниця російсько-української війни.

## Життєпис
Народилася 27 чревня 2000 року в селиші Павлиш Кіровоградської області.  Гарно навчалась у школі, була слухачем Кіровоградської Малої академії наук учнівської молоді (секція “психологія”). З дитинства мала активну громадянську позицію, була патріотом України. 
Закінчила Кременчуцький національний університет ім. М. Остроградського за спеціальністю "екологія". Готувалась здобути другу вищу освіту — слідчого національної поліції.  
Дуже хотіла потрапити в «Азов», щоб бути поруч з коханим хлопцем . Із першого дня повномасштабного вторгнення вони захищали Маріуполь, у числі інших військових Азову, стали легендарними бійцями “Азовсталі”.
10 квітня 2022, Алла та її хлопець одружились в оточеному Маріуполі .
Останній раз виходила на зв`язок з мамою 5 травня, а 7 травня написала повідомлення, в якому вітала її з Днем матері, про який у пеклі війни не згадала вчасно. 6—7 травня вона мала евакуюватись, але евакуація зірвалась. Загинула 8 травня на Азовсталі під час бомбардування. Її чоловік потрапив у полон і не міг повідомити цю страшну звістку рідним.
Тіло Алли, як і інших загиблих азовців, за обміном загиблими доставлено в Київ для проведення експертизи ДНК .

## Нагороди
Нагороджена орденом «За мужність» III ступеня (посмертно) .